# Трапстер (Marvel Comics)
Трапстер (англ. Trapster) — вымышленный суперзлодей комиксов, издаваемых Marvel Comics.

## История публикаций
Этот персонаж является одним из первых суперзлодеев «Серебряного века» Marvel Comics. Он дебютировал под именем Пит клейкий тюбик в Strange Tales #104 (январь 1963 года), а в качестве Трапстера — в Fantastic Four #38 (май 1965 года).

## Биография
Питер Петруски родился в Гэри, штат Индиана. Первоначально называвший себя Пит клейкий тюбик, этот злодей и профессиональный преступник вступил в схватку с Человеком-Факелом, когда тот пытался продать Советскому Союзу новую американскую ракету. Однако ему удалось спастись, используя свою пасту, чтобы поймать крыло самолёта, а затем нырнуть в море.
После неудачной сольной борьбы с Человеком-Факелом Пит клейкий тюбик вышел из тюрьмы и объединился с Чародеем, чтобы победить своего молодого противника. Однако Пит клейкий тюбик был возмущён тем, что Чародей стал лидером команды. Чародей подставил Человека-Факела, обвинив его в ограблении. Они доставили Факела в дом Чародея и с помощью сжатого воздуха затолкали его в камеру из стальных зеркал, планируя заполнить её газом, который перекрыл бы Факелу доступ кислорода. Однако Человек-Факел расплавил пасту, прижимавшую его к полу, создал пламенный дубликат, чтобы одурачить этих двоих, а затем усилил своё пламя, позволив ему прожечь зеркала. Злодеи поняли этот обман только тогда, когда поддельный Человек-Факел потускнел под действием газа, и тогда Человек-Факел вновь обрёл своё пламя и захватил обоих в огненное кольцо.
Чтобы освободить некоторых Мстителей, оказавшихся в ловушке после атаки Барона Земо с Клеем X, Пит снабдил команду растворителем собственного состава, чтобы растворить его, и был досрочно освобождён из тюрьмы. Он принял новый костюм и оружие, и сражался с Человеком-Факелом и Существом, используя новые виды пасты. Он поймал Существо, затем Человека-Факела, но всё равно потерпел поражение. В итоге Чародей и Пит объединились с Песочным человеком и Нелюдем Медузой в Ужасающую четвёрку для борьбы с Фантастической четвёркой.
Вскоре после создания Ужасающей четвёрки Пит отказался от своего старого псевдонима и взял себе более устрашающее имя —Трапстер (в минисерии «Человек-паук/Человек-Факел» катализатором смены имени считается то, что Человек-паук не мог перестать смеяться, когда Пит клейкий тюбик представился). Ужасающая четвёрка то и дело вступала в схватки с Фантастической четвёркой, часто добиваясь определённого успеха в своих усилиях. С годами состав Ужасной четвёрки менялся, но человек, когда-то известный как Пит клейкий тюбик, служил практически во всех воплощениях, в которых служил и Чародей, верный своему давнему боссу.
Трапстер часто добивался независимого признания, сражаясь практически со всеми героями «уличного уровня» во Вселенной Marvel либо по собственному желанию, либо в противостоянии с какими-то преступными группировками. Однажды Трапстер даже победил Сорвиголову в одиночном бою. Победа оказалась недолгой, поскольку Доктор Дум прервал его бой, начав собственную кампанию против Сорвиголовы, и вскоре после этого герой отомстил за поражение. Трапстер также попытался совершить налёт на здание Бакстера (незадолго до того, как оно было разрушено вторым Доктором Думом), пока Фантастическая четвёрка была в отъезде, участвуя в Секретных войнах, но неловко пал жертвой систем безопасности и робота-приёмщика, став первым злодеем, побеждённым в пустом здании. Однако у него был момент, который герои оценили, когда он убедил освободить Капитана Америку и Человека-гиганта, попавших в ловушку мощного Генриха Земо, изобретя первое в истории средство для нейтрализации ранее неуправляемого химиката.
Огорчённый постоянными поражениями, Трапстер обратился за помощью к Тинкереру, чтобы тот переделал его арсенал. Добавив наручные насосы для своего клеевого оружия и бандольер с различными взрывчатыми веществами и трюками, Трапстер объединился со злодеем-мутантом Вихрем в попытке победить Капитана Америку. Несмотря на усовершенствованный арсенал, оба злодея были повержены.
Трапстер нашёл свой момент победы над Человеком-пауком, когда он объединился с Шокером, но прежде чем дуэт смог прикончить Человека-паука, их работодатели сказали, что их оплата будет удвоена, если они оставят Человека-паука в покое, и они подчинились. Позже он победил Человека-паука в схватке один на один после того, как его привлекли к сражению с Пауком в рамках сюжетной арки «Акты мести»; только благодаря причуде судьбы Человек-паук выжил в этой битве. Однако когда Трапстер узнал о том, что Человек-паук выжил, и вернулся, чтобы закончить дело, он обнаружил, что «Паутинник» теперь обладает космическими силами (в итоге выяснилось, что это проявление Единой Силы), с помощью которых Ловец был легко побеждён.
Во время сюжетной арки «Гражданская война» Трапстер был замечен как член Зловещей шестёрки. Позже он был среди армии суперзлодеев, организованной Кувалдой, которая была захвачена Железным человеком и Щ.И.Т.-ом.

## Силы и способности
Трапстер не обладает сверхчеловеческими способностями, но полагается на различные технологические устройства. Он разработал костюм из синтетической эластичной ткани, оснащённой канистрами для хранения пасты и смазки, а также сапогами и перчатками с клейкой оснасткой, которые позволяют ему ходить по стенам. Его основным оружием является клей, первоначально содержащийся в пистолете, соединённый бронированной трубкой с контейнером за спиной. На смену пистолету пришли пушки на запястье и, в конечном итоге, Трапстер начал стрелять клеем из кончиков рук. Он в состоянии выстрелить потоком жидкого клея, принимающим форму пружинистой верёвки, из-за чего устройство напоминает веб-шутеры Человека-паука. Кроме того, он смог создать огнеупорный клей. Также Пит разработал ботинки, которые позволяют ему двигаться по стенам, последовательно высвобождая мощный клей, а затем растворитель. Ещё одним изобретением Петруски являются смазочные материалы, которые могут сделать поверхность невозможной для передвижения, и обнаружил способ растворить чрезвычайно мощный «Клей X», созданный бароном Генрихом Земо. Он создал особый распылитель, способный сделать нестабильные молекулы Мистера Фантастика инертными. Он является автором множества других изобретений, таких как: антигравитационные диски, взрывные колпачки, ультразвуковые передатчики, антигравитационная платформа и различные механические ловушки, используемые для сдерживания или запутывания противников.

## Альтернативные версии

### Marvel 1602
Трапстер в этой вселенной является одним из членов «Ужасающей четвёрки» 1602 года. Он искусный охотник, отсюда и его имя.

### Spider-Ham
Трапстер появляется в виде птицы, которую зовут Пит клейкий тюбик.

## Вне комиксов

### Мультсериалы
- Джин Мосс озвучил Трапстера в мультсериале «Фантастическая четвёрка» 1978 года, в котором он появился в эпизоде «Ужасающая четвёрка»[22]. В конце эпизода Трапстер умирает вместе с остальными членами Ужасающей четвёрки во время взрыва логова Чародея.
- В мультсериале «Фантастическая четвёрка» 1994 года Трапстер, озвученный Бо Уивером, появился в эпизоде «Сага о Нелюдях. Часть 1» как член Ужасающей четвёрки. [22]
- Сэм Винсент озвучил Трапстера в мультсериале «Фантастическая четвёрка: Величайшие герои мира» 2006 года, в эпизоде «Ужасный». Трапстер ранее использующий прозвище "Пит клейкий тюбик" появляется в составе четвёрки Чародея. Здесь команда совершала геройские поступки дабы заполучить доверие города, во время воплощения плана в жизнь Трапстер успел проникнуться геройской деятельностью и готов был извлечь выгоды из геройского бизнеса. В конце эпизода Трапстер лишается рюкзака с клеем из-за нестабильных молекул и быстро оказывается побеждённым Существом, после чего отправляется в тюрьму[22].
- В мультсериале «Супергеройский отряд» 2009 года Пита клейкого тюбика озвучил Дэйв Боут[22].
- Питер Петруски появляется в образе Трапстера в мультсериале «Великий Человек-паук» (2012—2017), где его озвучил Стивен Уэбер[22].
- Побеждённый Соколиным Глазом Трапстер вместе с неполным составом Ужасающей четвёрки появляется в качестве камео в эпизоде «Протокол Мстителей. Часть 1» мультсериала «Мстители, общий сбор!» 2013 года.